# The Left-Handed Man
The Left-Handed Man é um filme mudo norte-americano de 1913 em curta-metragem, do gênero drama, dirigido por D. W. Griffith. Cópias do filme encontram-se conservadas no Museu de Arte Moderna dos Estados Unidos.

## Elenco
- Lillian Gish
- Charles West
- Harry Carey
- Kathleen Butler
- William J. Butler
- William A. Carroll
- William Elmer
- Frank Evans
- Charles Gorman
- James Kirkwood
- Joseph McDermott
- Alfred Paget